# KK Šiauliai
El KK Šiauliai (lituà: Krepšinio Klubas Šiauliai) és un club de bàsquet de la ciutat de Šiauliai a Lituània.
Va ser fundat el 22 de juny de 1994. Les seves millors posicions han estat un tercer lloc a la lliga els anys 2000, 2001, 2004, 2005, 2006, 2007, 2008, 2009 cosa que el situa en el tercer club del país per palmarès.
Al club hi han començat la seva carrera destacats jugadors lituans com ara Donatas Slanina, Mindaugas Žukauskas, o Robertas Javtokas.